# 1981
| 1981                                                                     |
| ------------------------------------------------------------------------ |
| Dødsfald - Fødsler                                                       |
| • Begivenheder • Film • Litteratur • Musik • Politik • Sport • Videnskab |

| Gregoriansk kalender | 1981 MCMLXXXI           |
| Ab urbe condita      | 2734                    |
| Armensk kalender     | 1430 ԹՎ ՌՆԼ             |
| Kinesiske kalender   | 4677 – 4678 庚申 – 辛酉 |
| Etiopisk kalender    | 1973 – 1974             |
| Jødisk kalender      | 5741 – 5742             |
| Hindukalendere       |                         |
| - Vikram Samvat      | 2036 – 2037             |
| - Shaka Samvat       | 1903 – 1904             |
| - Kali Yuga          | 5082 – 5083             |
| Iransk kalender      | 1359 – 1360             |
| Islamisk kalender    | 1401 – 1403             |

Regerende dronning i Danmark: Margrethe 2. 1972-2024
Se også 1981 (tal)

## Begivenheder

### Januar
- ? – ZX81 lanceres. Hermed indledes 1980'ernes udvikling med hjemmecomputere.
- 1. januar – Grækenland optages i EU.
- 1. januar – Palau opnår selvstyre
- 3. januar - en af konsekvenserne af den store nytårsstorm bliver helt tydeligt, da det sandlag, der har dækket giftdepoterne ved Cheminova-fabrikken på Harboøre Tange bliver blæst væk og blotlægger tønderne
- 3. januar - Sundhedsstyrelsen raskmelder en halv million danskere, da homoseksualitet fjernes fra listen over sygdomme
- 17. januar – Filippinernes præsident Ferdinand Marcos indfører undtagelsestilstand.
- 19. januar – USA og Iran underskriver en aftale om løsladelsen af 52 amerikanske gidsler efter 14 måneders fangenskab.
- 20. januar – Ronald Reagan afløser Jimmy Carter som amerikansk præsident
- 20. januar - i Norge kulminerer flere dages demonstrationer mod den norske regerings planer om at opføre et kraftværk ved Alta-elven. Det kommer til konfrontation mellem politi og demonstranter
- 25. januar – Jiang Qing, Mao Zedongs enke, idømmes dødsstraf i Folkerepublikken Kina
- 30. januar - den yderst populære travhest Tarok dør

### Februar
- 4. februar – Gro Harlem Brundtland bliver norsk statsminister
- 8. februar - en storm raser over Danmark og vælter bl.a. et træ ned over et tog på Kystbanen og afsporer toget. Ingen kommer dog alvorligt til skade
- 11. februar – Polens premierminister Józef Pińkowski afløses af Wojciech Jaruzelski.
- 13. februar – Rupert Murdoch køber The Times og The Sunday Times for 12 millioner pund.
- 23. februar – Kupforsøg i Spanien; det mislykkes takket være kong Juan Carlos, og det spæde spanske demokrati bevares
- 20. februar - et russisk skib påsejler Knippelsbro og beskadiger lukke-mekanismen. Broen er lukket i én måned
- 23. februar - et kupforsøg i Spanien under ledelse af oberstløjtnant A. Tejero Molina mislykkedes
- 24. februar – Et jordskælv på 6,7 momentmagnitude rammer Athen og omegn, og 16 mennesker omkommer, mens tusindvis såres, og adskillige bygninger ødelægges
- 24. februar - det engelske kongehus annoncerer forlovelsen mellem Lady Diana Spencer og prins Charles

### Marts
- 1. marts – Bobby Sands, medlem af IRA, påbegynder en sultestrejke i Long Kesh-fængslet i Storbritannien for at opnå status som politisk fange.
- 11. marts – Chiles militærdiktator Augusto Pinochet indsværges som præsident for en ny otteårsperiode
- 16. marts - 1.000 tidligere beboere på Bikini-atollen sagsøger USA med krav om erstatning for brug af øen til atomforsøg
- 19. marts - I Brasilien bortføres Ronald Biggs af ukendte mænd. Han var én af hovedmændene bag det store togrøveri i England i 1963
- 30. marts – USAs præsident Ronald Reagan angribes af John Hinckley, Jr. og bliver ramt af et skud i brystet i Washington DC.
- 31. marts – Golden Raspberry Award uddeles for første gang.

### April
- 3. april - den tyrkiske ambassadør såres alvorligt af armenske nationalister på Lyngbyvej i København.
- 11. april – et oprør i London-bydelen Brixton omfatter angreb på politiet med blandt andet molotovcocktails og hundredvis såres.
- 12. april – den amerikanske rumfærge Columbia opsendes på sin første mission
- 20. april - det danske regentpar rejser på officielt besøg i Japan
- 26. april – første runde af præsidentvalget i Frankrig giver ingen af kandidaterne flertal. De to kandidater med de højeste stemmetal, Valéry Giscard d'Estaing og François Mitterrand, må ud i en ny valgrunde.

### Maj
- 4. maj – European Law Students' Association grundlægges i Wien af jurastuderende fra Østrig, Ungarn, Polen og Vesttyskland
- 4. maj - IRA-terroristen Bobby Sands dør efter 66 dages sultestrejke og det udløser voldsomme optøjer
- 10. maj – I anden runde af præsidentvalget i Frankrig vinder François Mitterrand over Valéry Giscard d'Estaing.
- 13. maj – Pave Johannes Paul 2. såres alvorligt af 5 skud ved et attentat på Peterspladsen i Rom. Attentatforsøget bliver udført af den tyrkiske terrorist Mehmet Ali Agca. Agca bliver siden idømt livsvarigt fængsel
- 22. maj - Peter Sutcliffe dømmes ved the Old Bailey for Yorkshire Ripper mordene.
- 23. maj - Præsident François Mitterrand udnævner Frankrigs første socialistiske regering i 25 år
- 23. maj - efter at have holdt 70 gidsler fanget i 37 timer, overgiver 24 bankrøvere i Barcelona deres foretagende
- 28. maj - Kronprins Frederik bliver konfirmeret
- 30. maj – Bangladeshs præsident Ziaur Rahman dræbes ved et attentat i Chittagong.

### Juni
- 5. juni - det første “ME” lokomotiv ankommer til Rødby for DSB
- 5. juni – de første tilfælde af det, der senere skal blive kendt som AIDS, rapporteres i Los Angeles fundet hos fem homoseksuelle mænd med svækkede immunforsvar.
- 6. juni – ved en togulykke i Bihar i Indien omkommer omkring 800 mennesker
- 7. juni - ved et hurtigt luftangreb udsletter Israel den irakiske atomforsøgsreaktor nær Bagdad
- 10. juni - hoos Sotheby's i London sælges en af Marilyn Monroes bh'er for 7.500 kroner
- 14. juni - i Schweiz afholdes folkeafstemning om fuld ligeberettigelse mellem kvinder og mænd
- 15. juni - SF'eren Jens Maigaard får 6 måneders fængsel for underslæb for 68.000 fra venstrefløjens valgfond
- 22. juni - fredsmarch fra København til Paris påbegyndes

### Juli
- 7. juli - 28 årige Stephen Ptacek flyver over den engelske Kanal i flyet Solar Challenger, der kun drives ved solkraft
- 10. juli – Mahathir Mohamad bliver den fjerde premierminister i Malaysia
- 10. juli - Argentinas forhenværende præsident Isabel Peron frigives efter fem års husarrest og rejser til Spanien
- 17. juli – Israelske kampfly bomber boligkvarterer i Beirut, hvor PLO-kontorer befinder sig. 300 civile dræbes, og aktionen fordømmes over hele verden.
- 29. juli – Diana Spencer gifter sig med Charles Windsor. De er også kendt som prinsesse Diana og prins Charles

### August
- 1. august – MTV indleder udsendelse på kabel-tv i USA
- 3. august - den 49-årige forhenværende inspektør ved Nationalmuseet, Erik Kjersgaard, udnævnes til chef for Den Gamle By i Århus
- 4. august - en fejl på et strømkabel fra Sverige, mørkelægger hele Sjælland og Lolland-Falster
- 5. august - forhenværende B&W direktør Jan Bonde Nielsen anholdes af Scotland Yard, men løslades mod kaution
- 12. august – Den første IBM PC kommer på markedet i USA med 4,77 MHz Intel 8088-processor.
- 28. august – Sydafrikanske tropper invaderer Angola.

### September
- 10. september - efter 100 års diskussion bliver England og Frankrig enige om at bygge en tunnel under Kanalen
- 10. september – efter en periode på Museum of Modern Art i New York flyttes Pablo Picassos Guernica til Madrid.
- 11. september - Frankrigs præsident François Mitterrand og Storbritanniens premierminister Margaret Thatcher støtter offentligt bygningen af en tunnel under Den engelske Kanal
- 17. september - i Sidon sprænger en kæmpe-bilbombe og dræber 25 personer
- 17. september - A.P. Møllerfondens forslag til park ved Larsens Plads, Amaliehaven, vedtages - under skarpe protester fra venstrefløjen i Københavns Borgerrepræsentation
- 21. september – Belize opnår uafhængighed.
- 21. september - Sandra Day O'Connor godkendes enstemmigt af Senatet som den første kvindelige højesteretsdommer i USA.
- 27. september – TGV'en indsættes på strækningen Paris-Lyon.

### Oktober
- 1. oktober - med støtte fra LO genudkommer Demokraten i Århus. Bladet lukker igen i 1984.
- 6. oktober – Egyptens præsident Anwar Sadat dræbes ved et angreb under en militærparade af soldater tilhørende den islamiske jihad-bevægelse
- 6. oktober - Skandinaviens første hjertetransplantation gennemføres i Oslo
- 10. oktober - et jordskælv på 7,5 på Richterskalaen i el-Asnam, Algeriet, koster cirka 2.500 mennesker livet, og lægger 80 procent af byen i ruiner
- 11. oktober - på vej hjem fra den ægyptiske præsident Anwar Sadats begravelse erklærer de tidligere USA-præsidenter Gerald Ford og Jimmy Carter, at FN bør forhandle med den palæstinensiske befrielsesorganisation PLO
- 14. oktober – Vicepræsident Hosni Mubarak indsættes som ny egyptisk præsident efter Anwar Sadats død.
- 21. oktober – Andreas Papandreou bliver premierminister i Grækenland
- 26. oktober - dansk politi rydder en besat fabrik på Nørrebro, ved for første gang i historien at benytte tåregas
- 27. oktober – den atombevæbnede russiske ubåd W-137 går på grund i Karlskrona skærgård i Sverige og giver dermed det svenske forsvar oprejsning efter de i årevis har klaget over tilstedeværelsen af russiske ubåde i svensk territorialfarvand
- 30. oktober - Svenske faldskærmstropper og orlogsskibe lægger en ring om den strandede sovjetiske ubåd ved Karlskrona. Kaptajnen nægter at lade sig afhøre af politiet

### November
- 1. november – Antigua og Barbuda opnår selvstændighed fra Storbritannien
- 12. november - den amerikanske rumfærge Columbia opsendes som det første rumfartøj nogensinde på en rummission nr. 2
- 17. november – der afholdes kommunal- og amtsrådsvalg i Danmark.
- 23. november – Ronald Reagan underskriver et tophemmeligt direktiv, der tillader CIA at rekruttere Contras i Nicaragua som et led i det, der senere skal blive kendt som Iran-Contra-skandalen

### December
- 1. december – Et jugoslavisk DC-9-fly rammer et bjerg ved indflyvningen til lufthavnen i Ajaccio på Korsika, og 178 mennesker omkommer
- 1. december - RF2 redningsbåden kæntrer ud for Hirtshals under forsøg på at redde tre fiskere fra kutteren Anne Dorthe. 6 redningsmænd og 3 fiskere omkommer
- 4. december - Sveriges socialminister Karin Söder kalder i Riksdagen Christiania for en narkosump, der burde lukkes for bestandigt
- 8. december – Folketingsvalg i Danmark
- 8. december - Pave Johannes Paul 2. vækker opsigt med tale, som udelukker muligheden for sex i himlen
- 13. december – Wojciech Jaruzelski erklærer undtagelsestilstand i Polen for at undgå opløsning af det kommunistiske system
- 14. december - Israel annekterer Golan-højderne, som de havde erobret fra Syrien i 1967
- 17. december - Danmark sætter kulderekord i december med -25,6 °C målt i Døvling ved Billund
- 28. december - det første amerikanske reagensglas baby, Elizabeth Jordan Carr, fødes i Norfolk, Virginia

## Født

### Januar
- 1. januar – Jonas Armstrong, irsk skuespiller.
- 1. januar – Mladen Petrić, kroatisk fodboldspiller.
- 2. januar – Maxi Rodríguez, argentinsk fodboldspiller.
- 3. januar – Eli Manning, amerikansk fodboldspiller fra USA.
- 8. januar – Xie Xingfang, kinesisk badmintonspiller.
- 14. januar – Tina Lund, dansk rytter.
- 15. januar – El Hadji Diouf, senegalesisk fodboldspiller.
- 15. januar – Pitbull, amerikansk rapper
- 17. januar – Gertrud Thisted Højlund, dansk journalist.
- 19. januar – Alexander Sundberg, dansk ishockeyspiller.
- 20. januar – Owen Hargreaves, engelsk fodboldspiller.
- 25. januar – Alicia Keys, amerikansk sanger
- 28. januar – Elijah Wood, amerikansk skuespiller.
- 30. januar – Dimitar Berbatov, bulgarsk fodboldspiller.
- 31. januar – Justin Timberlake, amerikansk popsanger.

### Februar
- 9. februar – Kristian Pless, dansk tennisspiller.
- 9. februar – Tom Hiddleston, britisk skuespiller
- 11. februar – Kelly Rowland, amerikansk sangerinde.
- 17. februar – Paris Hilton, amerikansk hotelarving og celebrity.
- 17. februar – Joseph Gordon-Levitt, amerikansk skuespiller.
- 17. februar – Snorri Gudjonsson, islandsk håndboldspiller.
- 24. februar – Lleyton Hewitt, australsk tennisspiller.

### Marts
- 10. marts – Samuel Eto'o, camerounsk fodboldspiller.
- 15. marts – Veronica Maggio, svensk sanger.
- 18. marts – Fabian Cancellara, schweizisk cykelrytter.
- 28. marts – Julia Stiles, amerikansk skuespillerinde.

### April
- 11. april – Alessandra Ambrosio, brasiliansk model.
- 19. april – Hayden Christensen, canadisk skuespiller.
- 25. april – Anja Pärson, svensk skiløber.
- 28. april – Jessica Alba, amerikansk skuespillerinde.

### Maj
- 1. maj – Aliaksandr Hleb, hviderussisk fodboldspiller.
- 15. maj – Patrice Evra, fransk fodboldspiller.
- 20. maj – Iker Casillas, spansk fodboldspiller.
- 27. maj – Johan Elmander, svensk fodboldspiller.
- 30. maj – Lars Møller Madsen, dansk håndboldspiller.

### Juni
- 7. juni – Anna Kournikova, russisk tennisspiller.
- 9. juni – Natalie Portman, israelsk-amerikansk skuespillerinde.
- 9. juni – Kasper Søndergaard, dansk håndboldspiller.
- 12. juni – Adriana Lima, brasiliansk fotomodel.
- 13. juni – Chris Evans, amerikansk skuespiller
- 21. juni – Brandon Flowers, amerikansk sanger.

### Juli
- 7. juli – Michael Silberbauer, dansk fodboldspiller.
- 29. juli – Fernando Alonso, spansk racerkører.

### August
- 1. august – Hans Lindberg, dansk håndboldspiller.
- 8. august – Roger Federer, schweizisk tennisspiller.
- 12. august – Djibril Cissé, fransk fodboldspiller.

### September
- 1. september – Michael Maze, dansk bordtennisspiller.
- 2. september - Mark Lynch, engelsk fodboldspiller
- 4. september – Beyoncé Knowles, amerikansk R&B-sangerinde.
- 6. september – Søren Larsen, dansk fodboldspiller.
- 8. september – Jonathan Taylor Thomas, amerikansk skuespiller.
- 12. september – Jennifer Hudson, amerikansk singer–songwriter og skuespiller
- 26. september – Serena Williams, amerikansk tennisspiller.
- 29. september – Julie Ølgaard, dansk skuespillerinde.

### Oktober
- 3. oktober – Zlatan Ibrahimović, svensk fodboldspiller.
- 6. oktober – Thomas Troelsen, dansk musikproducer.
- 15. oktober – Jelena Dementjeva, russisk tennisspiller.
- 15. oktober – Guo Jingjing, kinesisk udspringer.
- 28. oktober – Milan Baroš, tjekkisk fodboldspiller.
- 30. oktober – Ivanka Trump, amerikansk fotomodel.

### November
- 25. november – Xabi Alonso, spansk fodboldspiller.
- 26. november – Natasha Bedingfield, britisk sanger.

### December
- 2. december – Britney Spears, amerikansk popsangerinde.
- 3. december – David Villa, spansk fodboldspiller.
- 11. december – Javier Saviola, argentinsk fodboldspiller.
- 13. december – Amy Lee, amerikansk musiker og sangskriver.
- 14. december – Matilda Boson, svensk håndboldspiller.
- 20. december – Mette Thiesen, dansk politiker.
- 24. december – Dima Bilan, russisk sanger
- 28. december – Sienna Miller, amerikansk skuespillerinde.

## Musik

### Begivenheder
- 28. februar – Tommy Seebach og Debbie Cameron vinder Dansk Melodi Grand Prix med nummeret "Krøller eller ej".
- 4. april – Bucks Fizz fra Storbritannien vinder det internationale melodi grandprix med sangen "Making Your Mind Up".
- 18. april – Yes meddeler, at gruppen opløses.
- 25. april – Paul McCartneys band Wings opløses.
- 1. august – Tv-kanalen MTV starter i USA.
- 19. september – Simon og Garfunkel giver en gratis koncert i Central Park i New York med omkring 500.000 tilskuere.
- Metalgruppen Metallica opstår – bandet består af James Hetfield, Dave Mustaine, Lars Ulrich og Ron McGovney.
- Du, som har tændt millioner af stjerner af Johannes Johansen og Erik Sommer

### Album
- ChangesTwoChanges – David Bowie
- Dare – The Human League
- Duran Duran – Duran Duran
- Kim Wilde (album) – Kim Wilde
- Face Value – Phil Collins
- Fantastiske Toyota – TV-2
- For Those About to Rock We Salute You – AC/DC
- Ghost in the Machine – The Police
- Killers – Iron Maiden
- Level 42 – Level 42
- Magnetic Fields – Jean-Michel Jarre
- Nightclubbing – Grace Jones
- 9 to 5 and Odd Jobs – Dolly Parton
- Physical – Olivia Newton-John
- Pirates – Ricky Lee Jones
- Present Arms – UB40
- Pretenders II – The Pretenders
- Re-ac-tor – Neil Young & Crazy Horse
- Songs in the Attic – Billy Joel
- Speak & Spell – Depeche Mode
- Stjerne til støv – Sebastian
- Tattoo You – The Rolling Stones
- Tiden står stille – Tøsedrengene

## Film
- Das Boot
- Chariots of Fire
- Christiane F.
- Cirkus Casablanca
- Deres sensommer
- For Your Eyes Only
- Den franske løjtnants kvinde
- Gallipoli
- Heavy Metal
- Jagten på den forsvundne skat
- Jernmanden
- Kundskabens træ
- Mad Max 2
- Mephisto
- Olsen-banden over alle bjerge
- Olsen-bandens flugt over plankeværket
- Ragtime (film)
- Reds
- Slingrevalsen
- Time Bandits
- Ud at køre med de skøre

## Sport
- 15. januar – Super Bowl XV Oakland Raiders (27) besejrer Philadelphia Eagles (10).
- 24. juli til 2. august – Den første World Games afholdes i Santa Clara i Californien.
- 16. august - Danmark vinder i Olching i Vesttyskland VM i speedway for hold.
- 23. september - det danske fodboldlandshold vinder i Idrætsparken en venskabskamp mod Norge med 2-1. Preben Elkjær og Frank Arnesen scorer de danske mål.
- Ryder Cup, golf – USA 18½-Europa 9½
- Vejle Boldklub bliver vinder af DBU's landspokalturnering i fodbold.

## Nobelprisen
- Fysik – Nicolaas Bloembergen, Arthur Leonard Schawlow, Kai M. Siegbahn
- Kemi – Kenichi Fukui, Roald Hoffmann
- Medicin – Roger W Sperry, David H Hubel, Torsten N Wiesel
- Litteratur – Elias Canetti
- Fred – UNHCR
- Økonomi – James Tobin